# フェルナン・カバジェーロ
フェルナン・カバジェーロ（Fernán Caballero）は、スペイン・カスティーリャ＝ラ・マンチャ州シウダー・レアル県のムニシピオ（基礎自治体）。面積は103.96km²。2011年の人口は1,143人。

## 名称
フェルナン・カバジェーロという名称の由来は、コンキスタドールでありこの地の最初の領主の名に由来する。14世紀の初頭には「Ferrant Cavallero」と綴っていた。

## 人口
| フェルナン・カバジェーロの人口推移 1900－2010           |
|                                                         |
| 出典:INE（スペイン国立統計局）1900年 - 1991年、1996年 - |

## 政治
自治体首長はUD.CA.のマヌエル・オンダルサ・ドラード（Manuel Hondarza Dorado）で、自治体評議員は、カスティーリャ＝ラ・マンチャ社会党（Partido Socialista de Castilla-La Mancha、PSCM-PSOE）：3、カスティーリャ＝ラ・マンチャ国民党（Partido Popular de Castilla-La Mancha、PPCLM）：1となっている（2011年5月22日の自治体選挙結果、得票順）。
| 1999年6月13日自治体選挙 |        |        |          |
| 政党                    | 得票数 | 得票率 | 獲得議席 |
| PSCM-PSOE               | 451    | 60.70% | 6        |
| PPCLM                   | 276    | 37.15% | 3        |

| 2003年5月25日自治体選挙 |        |        |          |
| 政党                    | 得票数 | 得票率 | 獲得議席 |
| PSCM-PSOE               | 532    | 69.63% | 7        |
| PPCLM                   | 209    | 27.36% | 2        |

| 2007年5月27日自治体選挙 |        |        |          |
| 政党                    | 得票数 | 得票率 | 獲得議席 |
| PSCM-PSOE               | 387    | 49.05% | 5        |
| PPCLM                   | 200    | 25.35% | 2        |
| UD.CA.                  | 193    | 24.46% | 2        |

| 2011年5月22日自治体選挙 |        |        |          |
| 政党                    | 得票数 | 得票率 | 獲得議席 |
| UD.CA.                  | 365    | 46.44% | 5        |
| PSCM-PSOE               | 290    | 36.90% | 3        |
| PPCLM                   | 124    | 15.78% | 1        |

### 司法行政
フェルナン・カバジェーロはシウダー・レアル司法管轄区に属す。